# Dominica nos Jogos Olímpicos de Verão de 2024
Dominica competiu nos Jogos Olímpicos de Verão de 2024 realizados em Paris, na França, entre 26 de julho e 11 de agosto de 2024. Foi a oitava participação consecutiva do país nos Jogos Olímpicos de Verão desde a estreia em Atlanta 1996.
Foi representado por quatro atletas que competiram no atletismo e natação. Thea LaFond conquistou a primeira medalha de Dominica nos Jogos Olímpicos, ao vencer a prova do salto triplo feminino.

## Medalhas
| Atleta      | Esporte   | Evento                | Medalha |
| ----------- | --------- | --------------------- | ------- |
| Thea LaFond | Atletismo | Salto triplo feminino | Ouro    |

## Competidores
Esta foi a participação por modalidade nesta edição:
| Esporte   | Masculino | Feminino | Total |
| --------- | --------- | -------- | ----- |
| Atletismo | 1         | 1        | 2     |
| Natação   | 1         | 1        | 2     |
| Total     | 2         | 2        | 4     |

## Desempenho

### Atletismo
- Q = Qualificado para a próxima fase
- q = Qualificado para a próxima fase como o perdedor mais rápido ou, em eventos de campo, pela posição sem atingir o alvo para qualificação
- N/A = Fase não aplicável para o evento
- Bye = Atleta não precisou disputar aquela fase

Masculino
Eventos de pista
| Atleta       | Evento | Baterias | Baterias | Repescagem | Repescagem | Semifinal   | Semifinal   | Final       | Final       | Ref.  |
| Atleta       | Evento | Tempo    | Pos.     | Tempo      | Pos.       | Tempo       | Pos.        | Tempo       | Pos.        | Ref.  |
| ------------ | ------ | -------- | -------- | ---------- | ---------- | ----------- | ----------- | ----------- | ----------- | ----- |
| Dennick Luke | 800 m  | 1:47.54  | 8        | 1:46.81    | 6          | Não avançou | Não avançou | Não avançou | Não avançou | [ 5 ] |

Feminino
Eventos de campo
| Atleta      | Evento       | Qualificação | Qualificação | Final | Final           | Ref.  |
| Atleta      | Evento       | Marca        | Pos.         | Marca | Pos.            | Ref.  |
| ----------- | ------------ | ------------ | ------------ | ----- | --------------- | ----- |
| Thea LaFond | Salto triplo | 14.35        | 7 Q          | 15.02 | Medalha de ouro | [ 6 ] |

### Natação
Masculino
| Atleta          | Evento     | Eliminatórias | Eliminatórias | Semifinal   | Semifinal   | Final       | Final       | Ref.  |
| Atleta          | Evento     | Tempo         | Pos.          | Tempo       | Pos.        | Tempo       | Pos.        | Ref.  |
| --------------- | ---------- | ------------- | ------------- | ----------- | ----------- | ----------- | ----------- | ----- |
| Warren Lawrence | 50 m livre | 24.67         | 52            | Não avançou | Não avançou | Não avançou | Não avançou | [ 7 ] |

Feminino
| Atleta            | Evento     | Eliminatórias | Eliminatórias | Semifinal   | Semifinal   | Final       | Final       | Ref.  |
| Atleta            | Evento     | Tempo         | Pos.          | Tempo       | Pos.        | Tempo       | Pos.        | Ref.  |
| ----------------- | ---------- | ------------- | ------------- | ----------- | ----------- | ----------- | ----------- | ----- |
| Jasmine Schofield | 50 m livre | 29.91         | 60            | Não avançou | Não avançou | Não avançou | Não avançou | [ 8 ] |